# Кременчугский автосборочный завод
ООО «ПО „Кременчугский автосборочный завод“» — прекратившее деятельность предприятие по крупноузловой сборке автомашин в городе Кременчуге Полтавской области Украины, входил в состав корпорации «АИС».

## История
28 декабря 1995 года на базе авторемонтного цеха Кременчугского опытно-экспериментального механического завода было создано совместное с ОАО «Горьковский автомобильный завод» украино-российское предприятие «Кременчуг-АвтоГАЗ», которое занималось крупноузловой сборкой автомобилей «Газель» из российских машинокомплектов. С 1996 года для выпускаемых автомашин начали использовать карданные валы Черниговского завода карданных валов.
В июле 2001 года перерегистрировано как ООО «Кременчугский автосборочный завод».
В сентябре 2001 года на заводе началась сборка ГАЗ-3102 «Волга», а позднее — сборка автомобилей ГАЗ-3110 и ГАЗ-2310 «Соболь».
C марта 2002 года КрАСЗ стал собирать УАЗы. В ноябре 2002 года была запущена вторая линия конвейера, на которой была налажена сборка автомобилей ВАЗ.
В апреле 2003 года с конвейера сошёл 5-тысячный, в сентябре — 10-тысячный автомобиль.
В мае 2004 года завод начал сборку внедорожников UAZ Hunter.
В июне 2004 завод был привлечён к участию в выполнению контракта на поставку техники для иракской армии (получив заказ на изготовление двух тысяч внедорожников УАЗ).
25 августа 2004 на заводе был собран 25-тысячный автомобиль.
С 31 марта 2005 правительство Украины установило 20 % пошлину на импорт автомобилей (с августа 2005 года она была увеличена до 25 %), это стимулировало развитие автосборочного производства.
В декабре 2005 года завод начал сборку внедорожников «Ssang Yong Rexton». Кроме того, в конце 2005 года завод освоил сборку из машинокомплектов LADA 111 и LADA 112
Летом 2005 года завод начал сборку грузовиков FAW производства китайской компании «China First Automobile Group Corp.».
28 декабря 2005 года завод собрал 50-тысячный автомобиль.
В 2006 началась сборка дорестайлигово  SsangYong Kyron.
В начале 2007 года КрАСЗ начал сотрудничество с китайской корпорацией «Geely».
12 февраля началась сборка уже рестайлингово SsangYong New Kyron
В августе 2007 года была начата сборка внедорожников производства китайской компании «Great Wall».
22 февраля 2008 года завод выпустил 100 000-й автомобиль
В дальнейшем, на состояние автомобильной промышленности Украины оказало влияние вступление Украины в ВТО весной 2008 года.
В 2010 году завод выпустил 6431 автомашину.
В декабре 2010 года была освоена сборка ещё одного корейского кроссовера SsangYong Korando (Suv-Compact), но серийное производство этой модели началось в 2011 году.
В 2011 году завод увеличил выпуск автомобилей на 2 % по сравнению с 2010 годом — до 6450 автомашин (в сравнении с объёмом производства в 2010 году, было выпущено на 109 автомобилей больше).
По состоянию на 2012 год на заводе собирали автомобили следующих брендов и моделей: корейские внедорожники SsangYong Rexton, SsangYong Kyron, SsangYong Actyon, SsangYong Korando; китайские CK-2, MK, MK-2 и МК cross, Geely Emgrand 7 (также EC7, Emgrand x7 и Emgrand 8). Освоено производство и сборка автомобилей с ручным управлением на базе автомобилей CK-2 под заказ Фонда социальной защиты инвалидов.
В период с начала января до конца ноября 2012 года завод выпустил 2980 автомобилей (на 51 % меньше, чем за 11 месяцев 2011 года) и полностью прекратил сборку китайских автомашин «Geely». В целом, в 2012 году завод выпустил 3280 автомобилей.
14 марта 2013 правительство Украины ввело пошлины на импорт новых легковых автомобилей, что увеличило конкурентоспособность автомашин украинского производства. Всего в 2013 году завод выпустил 9049 автомашин.
В октябре 2013 года КрАСЗ стал одним из трёх предприятий Украины по приёму и разборкe транспортных средств в соответствии с программой утилизации автомашин.
В первом квартале 2014 года завод выпустил 4603 автомашины.
В апреле 2014 года на заводе произошло сокращение 200 рабочих, в августе 2014 года завод закрылся. Всего в период с 1 января 2014 до остановки производства 1 августа 2014 года заводом было выпущено 7349 автомашин.
6 октября 2015 года хозяйственный суд Полтавской области вынес постановление о признании завода банкротом, в ноябре 2015 года в отношении КрАСЗ началась ликвидационная процедура.

## Описание завода
Основные производственные мощности предприятия занимают территорию площадью 22 га. Мощности КрАСЗ составляют два сборочных цеха — сборки легковых автомобилей и сборки коммерческих автомобилей, позволяющие выпускать до 40 тысяч автомобилей в год.

## Продукция
В 2001—2014 гг. на КрАСЗ выпускались следующие модели автомобилей:
- автомобили ГАЗ (ГАЗ-3507, ГАЗ-350701, ГАЗ-3102 «Волга», ГАЗ-2310 «Соболь», ГАЗ-3259)
- автомобили УАЗ (УАЗ-31512, УАЗ-31514, УАЗ-31519, УАЗ-3153, УАЗ-3160)
- автомобили ВАЗ (ВАЗ-21043, ВАЗ-21053, ВАЗ-21070, ВАЗ-21104, ВАЗ-21101, ВАЗ-21112, ВАЗ-21114, ВАЗ-21124, ВАЗ-21121)
- автомобили Great Wall Motors (Great Wall Hover, Great Wall Safe, Great Wall Wingle)
- автомобили SsangYong (SsangYong Rexton, SsangYong Kyron, SsangYong Actyon, SsangYong Korando)
- автомобили Geely (Geely CK, Geely CK-2, Geely MK, Geely MK-2)

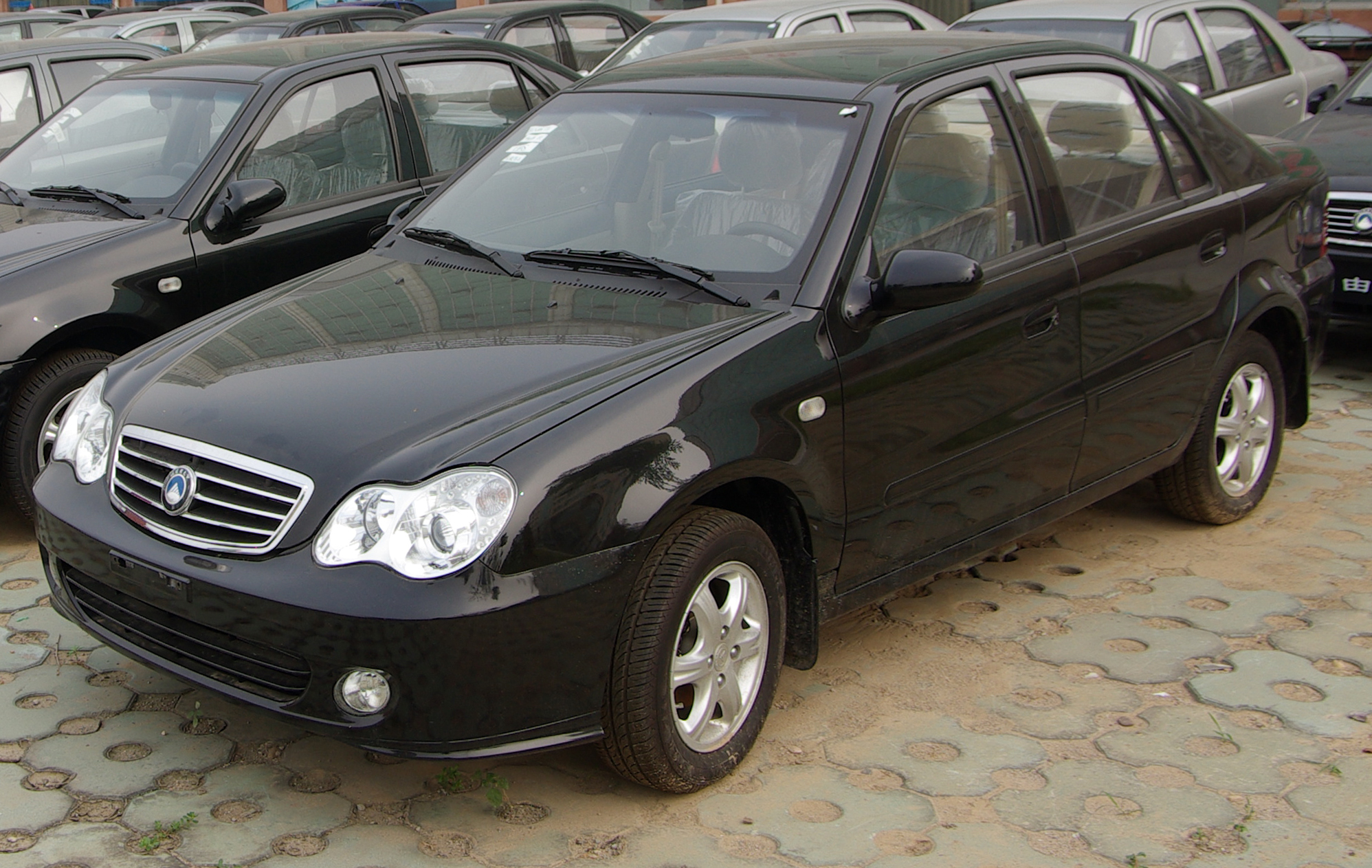
Geely CK-2
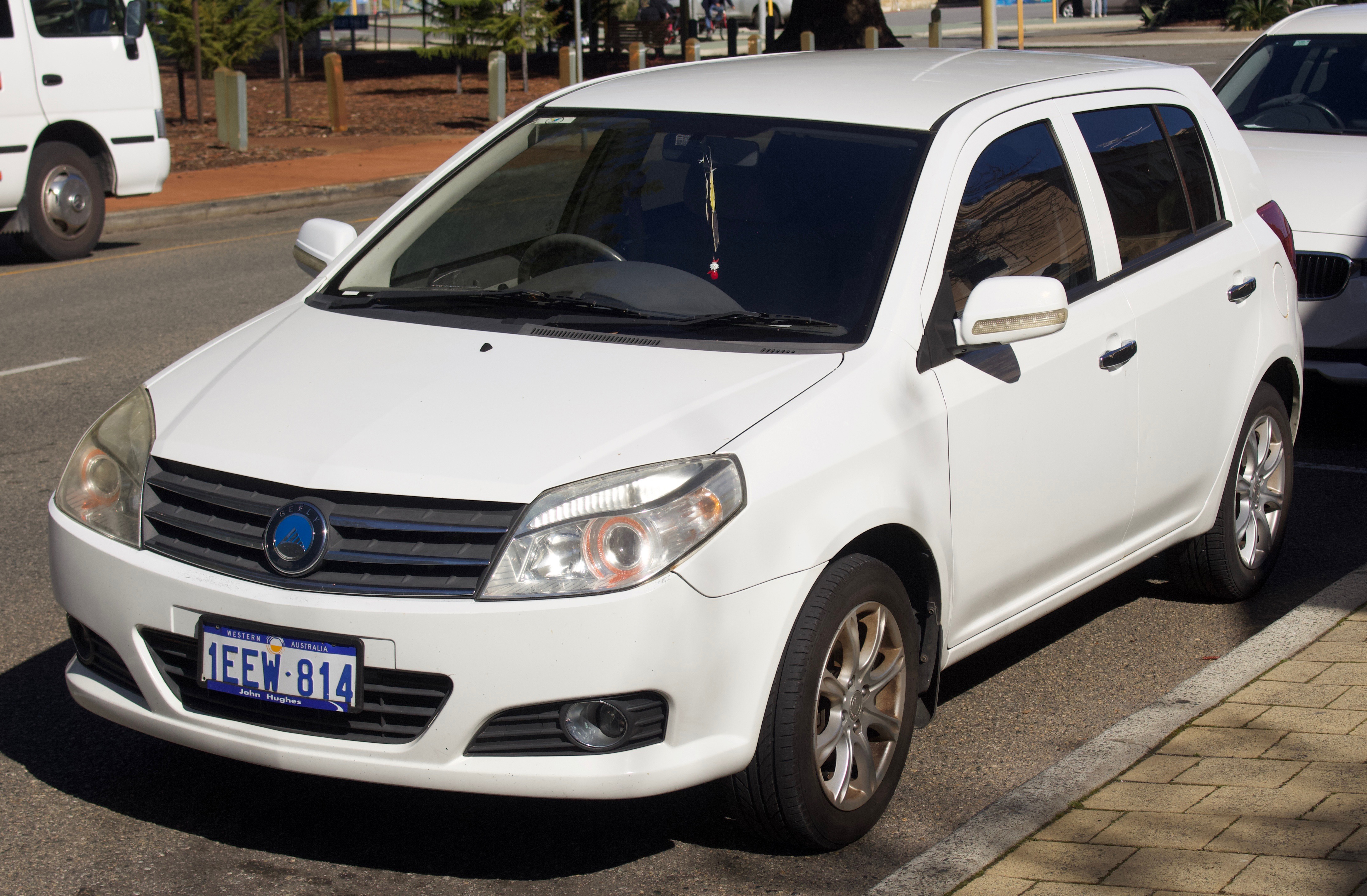
Geely MK
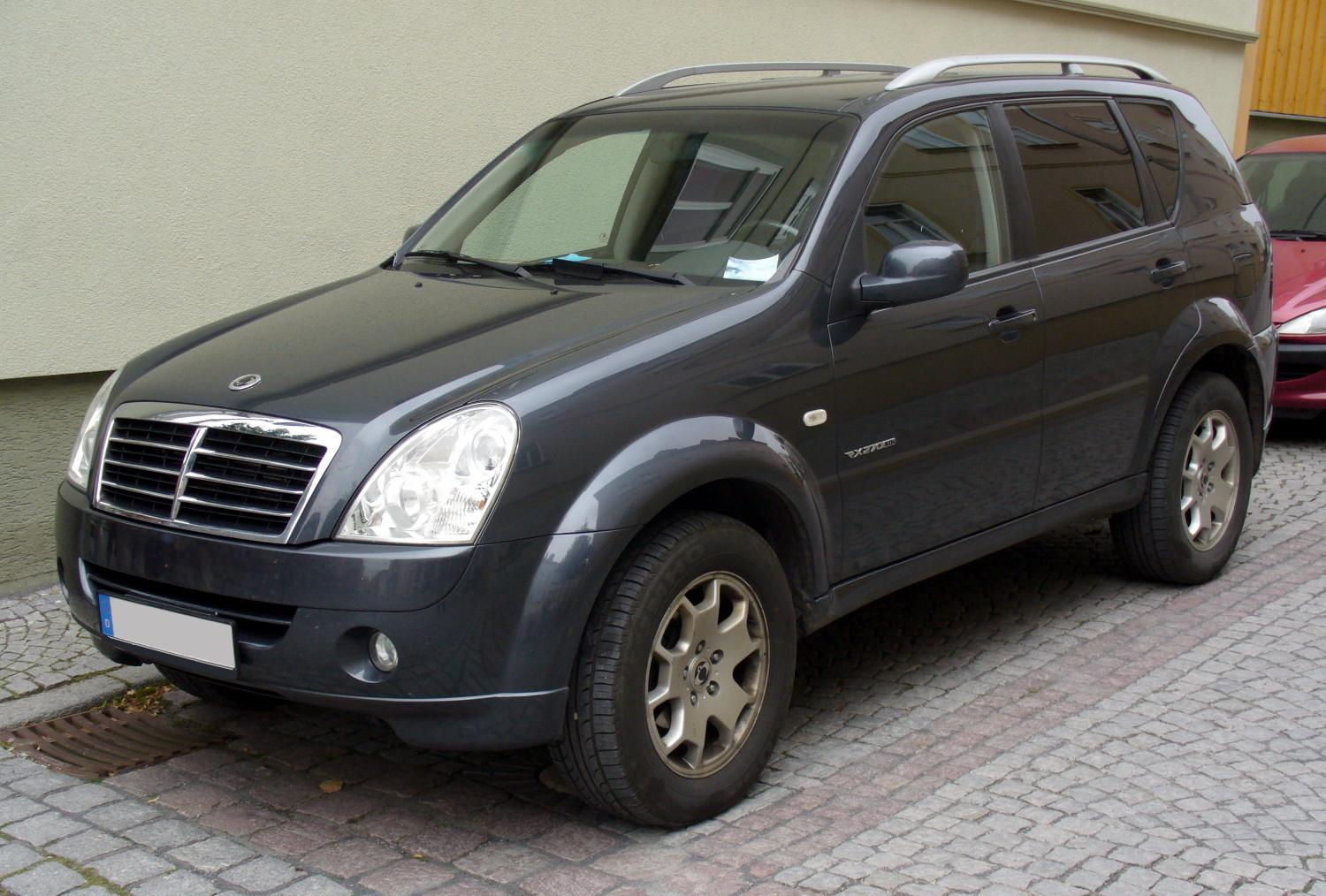
SsangYong Rexton
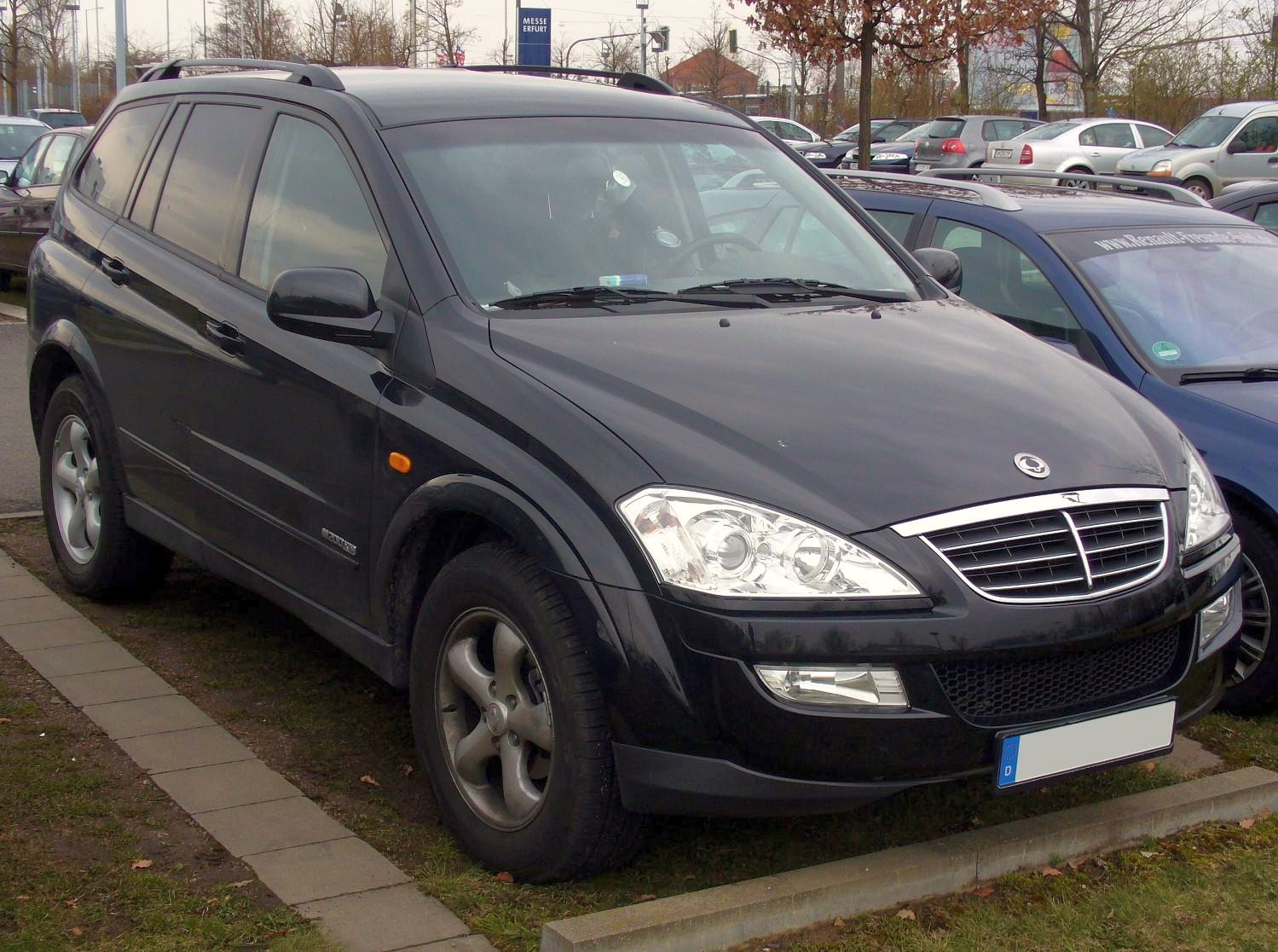
SsangYong Kyron
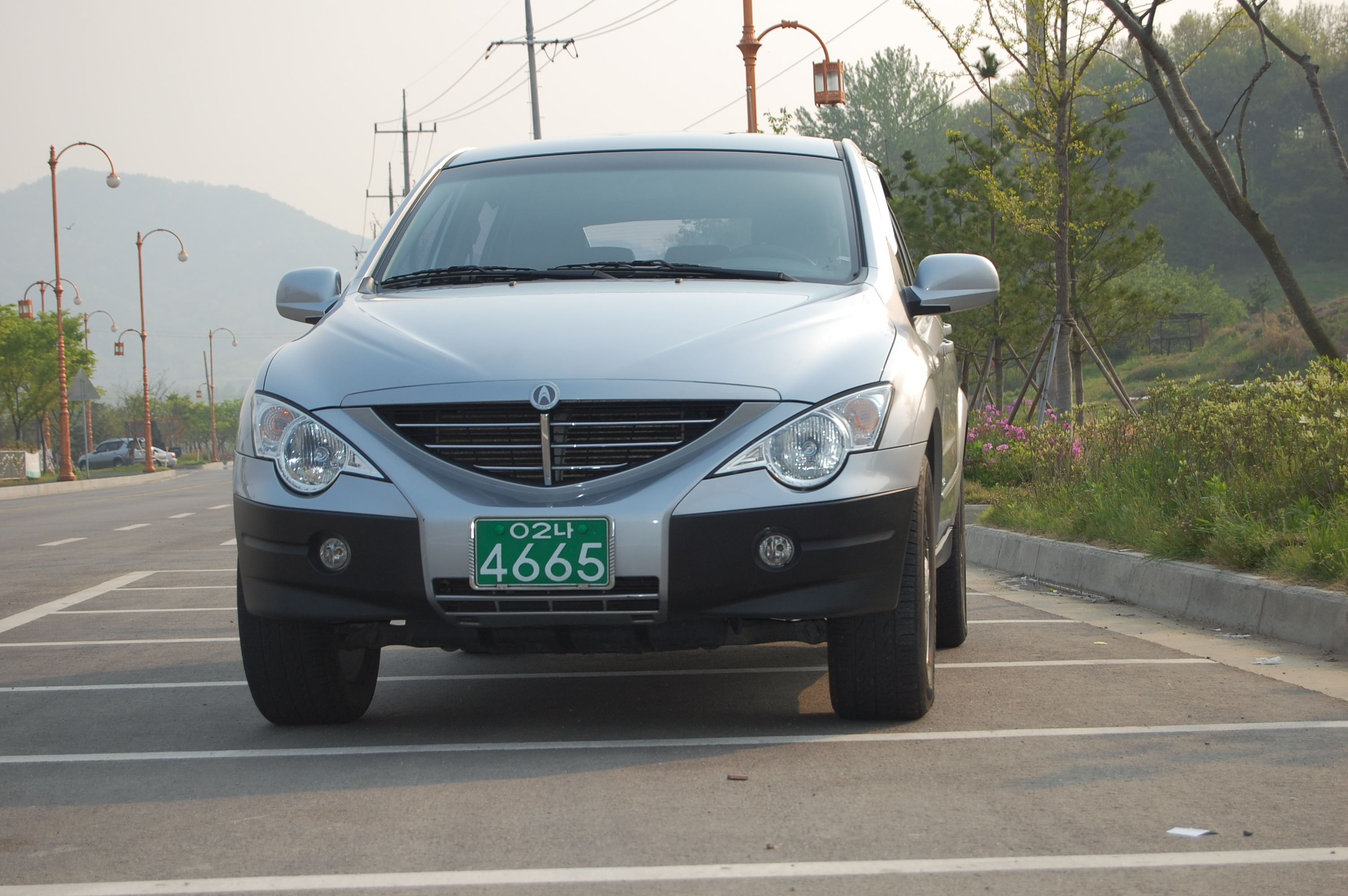
SsangYong Actyon
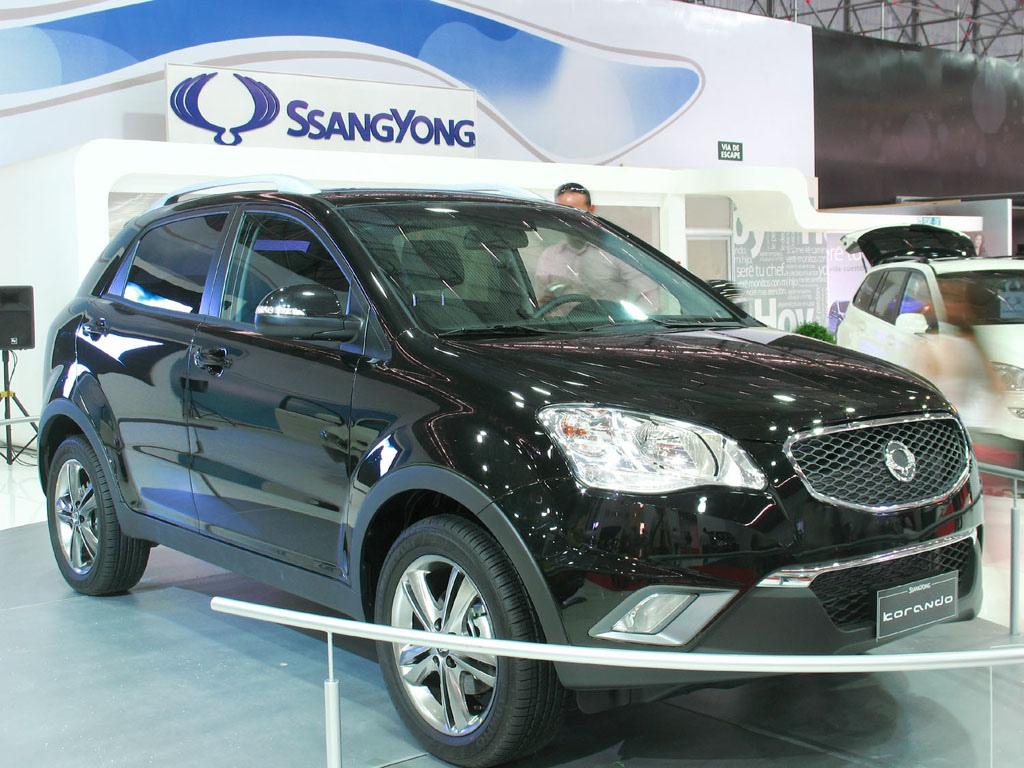
SsangYong Korando